# Kaliumphthalimid
Kaliumphthalimid ist das Kaliumsalz von Phthalimid.

## Gewinnung und Darstellung
Bei der Umsetzung von Phthalimid mit alkoholischer Kaliumhydroxid-Lösung entsteht Kaliumphthalimid.

## Eigenschaften
Kaliumphthalimid ist ein brennbarer hellgelber Feststoff, welcher löslich in Wasser ist. Er zersetzt sich ab einer Temperatur über 300 °C, wobei Stickstoffoxide, Kohlenmonoxid und Kohlendioxid entstehen.

## Verwendung und Reaktionen
Kaliumphthalimid ist ein Reagenz für die Synthese primärer Amine nach dem Prinzip der Gabriel-Synthese.
Zudem wird Phthalimid zur Synthese von Pflanzenschutzmitteln (z. B. Folpet), Farbstoffen und Anthranilsäure benötigt.